# Henry Lee Lucas
Henry Lee Lucas (* 23. August 1936 in Blacksburg, Virginia; † 12. März 2001 in Huntsville, Texas) war ein US-amerikanischer Serienmörder. Durch seine falschen Geständnisse, die ihn berühmt machten und ihm viel Aufmerksamkeit einbrachten, zählt er in der US-amerikanischen Öffentlichkeit bis heute zu den bekanntesten Mördern.

## Kindheit
Lucas wurde als jüngstes von neun Kindern einer armen Familie in den Bergen von Virginia geboren. Er wuchs in einer einräumigen Blockhütte (Log Cabin) auf. Seine Mutter Viola Dixon Waugh war eine Halbindianerin, die bei seiner Geburt schon über 50 Jahre alt war. Viola brannte ihren eigenen Schnaps, lief mit dem Gewehr umher und galt als äußerst jähzornig. Um ihren jüngsten Sohn zu demütigen, zog sie Lucas’ Mädchenkleider an und prostituierte sich vor ihm. Den Behörden nach wurde mit dem Thema Sex in seiner Ursprungsfamilie ziemlich verantwortungslos umgegangen, wobei seine Mutter Lucas ermutigte, bei ihren sexuellen Praktiken zuzusehen.
Zu seinem Glasauge kam er, weil er beim Spielen mit seinem älteren Bruder Andrew nach dessen Messer griff und bei einem kleinen Gerangel eine Stichverletzung erlitt. Diese wurde von seiner Mutter erst nach vier Tagen bemerkt, weshalb sich das Auge entzündete und operativ entfernt werden musste.
In der sechsten Klasse wurde Lucas der Schule verwiesen, ging aber nicht nach Hause, sondern floh und zog durch Virginia. In dieser Zeit hatte Lucas Sex mit Tieren und tötete diese auch, um zu überleben. Dazu kamen auch Diebstähle, wegen denen er in diversen Besserungsanstalten landete.

## Verbrechen
Seinen ersten Mord beging Henry Lee Lucas eigenen Angaben zufolge in den 1950er Jahren.
Nach seiner Entlassung zog er 1960 zu seiner Schwester nach Michigan. Seine Mutter Viola kam zu Besuch, beide waren betrunken und gerieten in Streit. Lucas rammte Viola ein Messer in den Hals, woraufhin sie einem Herzinfarkt erlag. Er hatte seine Mutter gehasst, doch wenn er dazu befragt wurde, gab er den Mord an ihr mal zu, mal stellte er ihn als Unfall dar.
Die Anzahl der von Lucas und seinem Komplizen Ottis Toole zugegebenen Morde variiert stark. Das wahre Ausmaß ist bisher nicht ermittelt worden und wird möglicherweise im Dunkeln bleiben, da Lucas 2001 in Haft verstarb.
Weil es an vielen der von Lucas gestandenen Morde Zweifel gab, veranlasste der Generalstaatsanwalt von Texas, Jim Mattox, eine genauere Untersuchung. Die im sogenannten Lucas Report veröffentlichten Ergebnisse besagen, dass Lucas neben dem Mord an seiner Mutter höchstens für zwei weitere Morde, nämlich denen an Kate Rich und Frieda Lorraine "Becky" Powell, als Täter in Frage kommt. Nur in diesen drei Fällen offenbarte er Täterwissen, andere Beweise fehlen. Bei allen anderen Morden, so auch im Orange-Socks-Fall, für den er zum Tode verurteilt wurde, kann seine Täterschaft diesem Bericht zufolge ausgeschlossen werden.
Das ursprünglich über ihn verhängte Todesurteil wurde 1998 vom Gouverneur von Texas, George W. Bush, zu lebenslanger Haft abgemildert.
Er begründete das damit, dass Henry Lee Lucas ein bestimmter, 1979 in Texas verübter Mord nicht nachgewiesen werden konnte, da er sich in Florida befand.
Zitat von Bush:

“Henry Lee Lucas is unquestionably guilty of other despicable crimes which he has been sentenced to spend the rest of his life in prison. However, I believe there is enough doubt about this particular crime that the state of Texas should not impose its ultimate penalty by executing him.”

„Henry Lee Lucas ist fraglos anderer verabscheuungswürdiger Verbrechen schuldig, für die er dazu verurteilt wurde, den Rest seines Lebens im Gefängnis zu verbringen. Allerdings glaube ich, dass es genügend Zweifel hinsichtlich dieses speziellen Verbrechens gibt, dass der Staat Texas nicht die Höchststrafe in Form seiner Hinrichtung verhängen sollte.“

Lucas starb im Alter von 64 Jahren an Herzversagen.

## Film
- Der Film Henry: Portrait of a Serial Killer (1986) von Regisseur John McNaughton entstand in Anlehnung an Henry Lee Lucas’ Leben.
- Auch der Film Bloody Serial Killer (2009) handelt von Lucas’ Taten.
- Die Miniserie „Geständnisse eines Mörders“ (2019) auf Netflix beschäftigt sich in 5 Folgen ausführlich mit Henry Lee Lucas.[1]